# ميرين (سويسرا)
ميرين (بالفرنسية: Meyrin)‏ هي بلدية تقع في كانتون جنيف في سويسرا.

## أعلام
- جان سيمون بيكتيت